# Namangan
Namangan ist mit knapp 400.000 (Stand 2005) Einwohnern nach Taschkent die zweitgrößte Stadt Usbekistans.
Sie ist Hauptstadt der gleichnamigen Viloyat Namangan im Norden des multikulturellen Ferghanatals. Sie bildet eine Hochburg der Usbeken in diesem von Tadschikistan und Kirgisistan beanspruchten Gebiet. Namangan ist lokales Zentrum der islamischen Religion.
Südlich der Stadt münden die Flüsse Naryn und Qoradaryo ineinander und bilden dabei den Syrdarja.

## Wirtschaft
Namangan, ein wichtiges Industriezentrum, liegt in einem Gebiet mit beachtlichen Vorkommen von Erdöl, Gold, Kupfer und Quarz. Die Stadt ist Zentrum der Erdölindustrie, in ihrer Nähe findet sich eine Antimon-Mine. Den Landwirtschaftssektor dominieren der Anbau von Baumwolle, Früchten und Gemüse. Die dafür nötigen Wassermengen leitet der Nördliche Ferghanakanal aus dem Syrdarja ab.

## Geschichte
Die Siedlung Namangan ist seit dem 15. Jahrhundert bekannt, Mitte des 18. Jahrhunderts war die Stadt Teil des Khanats von Kokand. Nach der russischen Annexion im Jahr 1876 wurde der Baumwollanbau in der Region etabliert. Laut Meyers Konversations-Lexikon war Namangan um die Jahrhundertwende Hauptmarkt des Gebiets mit „4000 Häusern, 1000 Verkaufsläden, 250 Moscheen, lebhafter Baumwollspinnerei, großen Märkten, auf denen jährlich 300,000 Steppenschafe verkauft werden, und bedeutendem Handel mit Früchten, Fellen und Filzen“ und 61.906 Einwohnern. 1926 erschütterte ein Erdbeben die Stadt. Auch in der sowjetischen Epoche konnten sich islamische Sitten wie Polygynie und die Verschleierung der Frauen bis in die 1960er Jahre behaupten.

## Sehenswürdigkeiten
Sehenswürdigkeiten in Namangan umfassen ein Natur- und Geschichtsmuseum, das Hodscha-Amin-Kabri-Mausoleum aus dem 17./18. Jahrhundert, die Sirli-Moschee und die Mullah-Kirgis-Medrese (1910).

## Sport
Der Fußballverein Navbahor Namangan stammt aus der Stadt. Sein Heimstadion ist das Markasy-Stadion.

## Söhne und Töchter der Stadt
- Boborahim Mashrab (1657–1711), Dichter
- Nurija Aktschurina-Muftijewa (* 1958), sowjetische bzw. ukrainische bzw. russische Kunstwissenschaftlerin und Hochschullehrerin
- Sergei Syrzow (* 1966), russischer Gewichtheber und Sportfunktionär
- Juma Namangani (1968–2001), militanter Dschihadist
- Odil Ahmedov (* 1987), Fußballspieler
- Murodjon Ahmadaliyev (* 1994), Boxer
- Humoyun Sultonov (* 1998), Tennisspieler
- Umarali Rahmonaliyev (* 2003), Fußballspieler
- Shirin Abdullaeva (2005–2025), Sängerin, Schauspielerin und Model